# Francesco Gurgo Salice
Francesco Gurgo Salice (Pettinengo, 4 ottobre 1874 – Pettinengo, 9 aprile 1935) è stato un compositore, pianista e direttore di banda italiano.

## Biografia
Nasce in una famiglia in cui la musica è fortemente apprezzata. Fin da bambino viene avviato agli studi musicali insieme al fratello Giuseppe che, a partire dall'ultimo ventennio dell'Ottocento, sarà maestro di cappella della Cattedrale di Biella.
A 8 anni è già organista della parrocchia e si distingue ben presto per le doti tecniche e interpretative e «per la lettura pronta e sicura».
Terminati gli studi a Torino, vince il concorso per la Cappella Eusebiana della Cattedrale di Vercelli ma vi rinuncia preferendo, nel 1896, trasferirsi negli Stati Uniti d’America dove si aggiudica «su 34 concorrenti, il posto per la Cosmopolitan Military Band» di West Hoboken nel New Jersey (dove pone la propria residenza), una marching band di formazione internazionale aggregata a uno dei tanti Cosmopolitan Shows. È apprezzato anche come pianista e direttore d'orchestra e negli Stati Uniti lascia un allievo, Remo Taverna, americano di seconda generazione, compositore e pianista di rilievo.
Nel 1901 torna in patria, portando con sé esperienze musicali che condizioneranno tutta la sua produzione. Una delle prime composizioni dopo il rientro è l'operetta Roccafiorita, con titolo alternativo Un tiro birbone, su versi di Giovanni Battista Greggio, che già fin dalle prime misure mette in evidenza la forte influenza di musica e ritmi americani. L'introduzione, per esempio, offre una panoramica di tutti i tipi di ragtime: si apre con una march, prosegue con un rag-standard, transita attraverso uno slow drag e si conclude con ragtime-waltz, gli ultimi due cantati dal coro. Più oltre non mancherà un cakewalk. È tra i primi esempi di compositori italiani di ragtime.
Nel 1902 ha il primo contatto con il mondo bandistico italiano, ben diverso da quello conosciuto negli Stati Uniti. Nel 1903 fonda la Società Musicale di Pettinengo che chiama Club Concerto Verdi con l'idea di applicare il modello della marching band all'americana, tentativo destinato a fallire.
A partire dal 1905 fonda a Sagliano Micca una corale e una banda cattolica, in un contesto storico-politico in cui pressoché tutte le bande musicali sono “rosse”, fortemente legate alle Società Operaie. L'iniziativa viene ripresa l'anno successivo dal compositore Giovanni Pagella con un articolo pubblicato sulla rivista Santa Cecilia. Le sue composizioni in questo periodo risentono della necessità di grandi insiemi: «Marcia Trionfale a Pietro Micca per 5 Pianoforti e 2 Armonium a 24 mani» oppure «Inno Popolare a Pietro Micca, per coro ad una voce ed eseguito da 80 voci, accompagnato con 5 piano-forti».
Fino allo scoppio della prima Guerra Mondiale, aderisce al Movimento Ceciliano e i suoi sforzi sono finalizzati a cercare la convivenza tra bande musicali e le disposizioni del Motu Proprio Inter Sollicitudines di Pio X che di fatto allontana i complessi bandistici dalle chiese. I suoi sforzi non vengono però premiati: nel 1915 il vescovo di Biella, Natale Serafino, proibisce a qualsiasi complesso bandistico, non importa se “bianco” o “rosso”, di suonare nelle chiese.
Nel 1916 viene richiamato alle armi, ma in virtù delle sue competenze musicali viene stanziato a Roma dove conosce e stringe amicizia con Pietro Mascagni, già vicino al Biellese per le conoscenze di altri musicisti quali il compositore Luigi Ernesto Ferraria, il soprano Cesira Ferrani e, successivamente, l'organista Guido Maffiotti.
Nonostante alcune proposte per la direzione del Teatro Quirino, nel 1918 ritorna a Biella dove si trova con un mondo bandistico completamente cambiato dalle vicende belliche. Si dedica quindi all'insegnamento, fondando l’Istituto Musicale Gurgo Salice e accettando il posto di direttore stabile dell'orchestrina del Teatro Apollo a Biella. «La sua figura era nota: piccolotto, grassotto, burbero in apparenza, ma affabilissimo, era metodico nella sua vita e giornalmente verso le 14 si vedeva passeggiare verso i giardini, ove si recava a prendere un po' di sole prima di ritirarsi per le sue lezioni e alla sera lo si ritrovava all'Apollo». Mantiene la titolarità dell'incarico fino all'arrivo del sonoro a Biella nel 1930.
Nel 1934, l'ultima tentazione per lasciare la città: «Marinetti l'invitò a provare come avrebbe espresso al piano un viaggio in aeroplano con tempesta, ecc. Il maestro fece una improvvisazione sbalorditiva che fece dire a Marinetti: “Lei deve venire con me”. Ma a tale proposta, come tutte le altre, rispose no».
Muore l'anno successivo nella sua casa di Pettinengo poco dopo aver composto il brano che porta il numero di opus 374.

## Composizioni
Compose musica per banda e per coro, pezzi per organo, pezzi virtuosistici per pianoforte, tra cui spicca la Sonata del Poeta op. 177, ma anche ballabili e canzonette. Il catalogo completo è ancora in formazione.
Le musiche pianistiche, in particolare, sono di difficile esecuzione: «La sua tecnica pianistica potente, la trasportò anche nelle sue composizioni, ed è per questo che i suoi lavori assumono talvolta un andamento di vera difficoltà non alla portata di tutti, tanto che solo provetti esecutori possono gustarla».